# 图尔有轨电车
图尔有轨电车（法語：Tramway de Tours）是法国西部城市图尔的城市有轨电车系统，建成于2013年8月31日。截止2019年9月，该系统共包括1条有轨电车线路，共计29个车站，商业运行长度约14.9公里。

## 历史
图尔在1877年~1949年间曾有过传统有轨电车，后因设施老化及私家车的兴起而被废除。
二十世纪90年代，为改善图尔的城市交通状况，现代有轨电车方案被提出。最终，第一条有轨电车线路于2013年8月31日投入运营。

## 线路
注：线路图中的中文名称非官方正式翻译，仅供参考，相对应的法语原名可参考右侧信息栏当中的系统地图。

## 未来计划
图尔的第二条有轨电车线路将连接拉里什和尚布赖莱图尔，预计2025年前建成运营。